# The Wolfman
För filmen från 1941, se Varulven (film).
The Wolfman är en nyinspelning av skräckfilmen The Wolf Man (svensk titel: Varulven) från 1941. Den hade premiär den 10 februari 2010. Filmen är regisserad av Joe Johnston och huvudrollen som The Wolfman spelas av Benicio Del Toro. Bland övriga skådespelare märks Anthony Hopkins, Emily Blunt, Hugo Weaving samt Geraldine Chaplin i en biroll. Låten som spelas i bakgrunden av trailern är av det mytomspunna bandet Groove Worx (tidigare Groove Addicts) med låten The Beast At Our Door. Filmen vann en Oscar för bästa smink.

## Handling
Skådespelaren Lawrence Talbot (Benicio Del Toro) har sedan länge, på grund av en traumatisk händelse i sin barndom, lämnat sitt barndomshem i Blackmoor, men när han befinner sig i London för en föreställning får han ett mystiskt brev från sin brors fästmö Gwen Conliffe (Emily Blunt) som säger att brodern är försvunnen och ber om hans hjälp att ta reda på vad som hänt honom. Lawrence återvänder därför till Blackmoor där han möter sin åldrige far, faderns betjänt, Singh, och faderns hund. Fadern, Sir John (Sir Anthony Hopkins), talar om för Lawrence att brodern har hittats död. Lawrence går till slakteriet, vilket även tjänar som ett bårhus, för att se sin brors kropp, vilken har blivit sliten i stycken. Obducenten ger honom broderns ägodelar. Bland dem finns en medaljong med en bild på St. Kristoffer. Lawrence får reda på att medaljongen kommer från en grupp romer som har slagit läger utanför byn.
Lawrence besöker romerna för att ta reda på vad brodern har haft för samröre med dem. Där träffar han Maleva (Geraldine Chaplin), en spådam som gett brodern medaljongen. Under mötet med Maleva dyker några arga bybor upp och hotar zigenarna som de tror ligger bakom mordet. Plötsligt dyker en varulv upp och sliter byborna och zigenarna i stycken. Lawrence tar ett av bybornas gevär och försöker skjuta varulven, men missar. Plötsligt riktar varulven in sig på en liten pojke och jagar barnet upp på en kulle. Lawrence tar upp jakten och befinner sig snart omgiven av stora stenblock och dimman döljer både pojken och varulven. Lawrence inser för sent att varulven står ovanpå ett av stenblocken och varulven hoppar ner på honom och biter honom i axeln. Varulven försöker döda honom, men en grupp beväpnade zigenare jagar iväg den. De tar med sig Lawrence tillbaka till deras läger där Maleva helar honom mot sin dotters vilja då denna tycker att Lawrence borde dö, nu när han har varulvens förbannelse över sig.
Lawrence vaknar upp i sin fars hus, där romerna lämnade honom. Plötsligt dyker byprästen upp med några män som vill ta med sig Lawrence, eftersom han nu bär "Odjurets märke", men Sir John skrämmer iväg dem. Under tiden tillbringar Lawrence sin tid med sin avlidne brors fästmö, Gwen, som har fattat ömsesidigt tycke för Lawrence. På natten får Lawrence en mardröm och vaknar och ser sin far lämna huset. Lawrence följer efter sin far som går in i Lawrences avlidna mors mausoleum. Inuti mausoleet finner Lawrence en stol och ett porträtt av sin mor. Plötsligt konfronteras han av sin far som stänger ut honom från mausoleet och Lawrence börjar känna av fullmånen och förvandlas till en varulv. Utanför mausoleet har en grupp bybor gillrat en fälla för honom. Lawrence i form av en varulv faller i fällan. När en av byborna går fram för att titta så faller han själv ner och slits i stycken av den förvandlade Lawrence. Fler bybor faller ner i fällan och går samma öde till mötes. Resten flyr, men Lawrence tar sig ur fällan och jagar dem. En av byborna lyckas skjuta och träffa Lawrence i armen, men det enda det lyckas åstadkomma är att göra Lawrence ännu argare och vildsintare, och i sin vrede sliter Lawrence huvudet av mannen. Den andre skjuter men missar och allt som hörs är mannens skrik.
När Lawrence vaknar upp igen, nu som människa, möter han sin far som slår ner honom med hans egen käpp. Myndigheterna kommer och tar med sig Lawrence som bedöms vara sinnessjuk och anklagas för att vara en seriemördare. Lawrence blir inspärrad på samma mentalsjukhus som när han var barn. Där får han besök av Gwen, och senare även av sin far som avslöjar att det är han som är varulven som bet honom. Sir John berättar att när han åkte till Indien träffade han på en vargpojke som bet honom och när han återvände till England förvandlades han till varulv för första gången. Under sin första fullmåne dödade han bland annat Lawrence mor och en annan man, samt ett stort antal får. Det var också han som dödade Lawrences bror, som han dödade för att han ville ha Gwen för sig själv. Sir John lämnar Lawrence med ett rakblad, i fall han skulle vilja begå självmord. Senare under kvällen tas Lawrence ut från sin cell till en föreläsningssal där psykologen presenterar honom som ett psykfall. Under föreläsningen förvandlas Lawrence till varulv och dödar ett antal människor i salen, bland andra psykologen. Lawrence flyr men blir jagad av Aberline (Hugo Weaving), en polis från Scotland Yard. Aberline tar kommandot över en stor grupp poliser och jagar Lawrence genom hela London, men Lawrence lyckas komma undan. Under dagen söker Lawrence upp Gwen som ger honom skydd. Sedan beger han sig tillbaka till Blackmoor för att döda sin far för att förhindra honom från att döda fler människor. Men Lawrence kommer för sent. Sir John har redan dödat Singh som han slitit huvudet av och en av Aberlines poliser. Det är fullmåne och både Lawrence och hans far förvandlas till varulvar.
I en kamp på liv och död slåss Lawrence mot sin far som får övertaget i striden, tills Lawrence sparkar in fadern i eldstaden. Elden försvagar Sir John och Lawrence tar chansen att döda fadern genom att slita av honom huvudet.
Under tiden har Gwen och Aberline tagit sig till Blackmoor. Gwen för att hon vill rädda Lawrence med sin kärlek; Aberline för att han vill döda Lawrence. De dyker båda upp i Sir Johns hem, precis efter att Lawrence har dödat honom. Aberline försöker skjuta Lawrence med en pistol laddad med silverkulor, men Gwen hindrar honom och Aberline missar och blir biten av Lawrence som sedan försöker ge sig på Gwen, men Aberline hindrar honom tillräckligt länge för att Gwen ska kunna fly. Aberline får tag i ett spjut som han kastar mot Lawrence och därefter tar han tag i en hillebard, men är för svag för att använda den särskilt länge och Lawrence lämnar honom för att förfölja Gwen. Lawrence får tag på Gwen men hans kärlek för henne hindrar honom från att döda henne. Plötsligt dyker den sårade Aberline upp med ett uppbåd av polismän och Lawrence blir vild, vilket gör att Gwen tvingas skjuta honom med Aberlines pistol som hon hade fått med sig från huset. Den döende Lawrence förvandlas åter till människa innan han dör inför Gwen och Aberline som inser att han nu har blivit biten av Lawrence och troligtvis också kommer att bli en varulv. Kameran skiftar sedan till fullmånen och sedan till det brinnande huset; i bakgrunden hörs ett högt ylande.

## Rollistan
- Benicio Del Toro – Lawrence Talbot
- Sir Anthony Hopkins – Sir John Talbot
- Emily Blunt – Gwen Conliffe
- Hugo Weaving – Inspektör Francis Aberline
- Geraldine Chaplin – Maleva
- Art Malik – Singh
- Antony Sher – Dr. Hoenneger
- David Schofield – Konstapel Nye
- David Sterne – Kirk
- Simon Merrells – Ben Talbot
- Cristina Contes – Solona Talbot
- Michael Cronin – Dr. Lloyd
- Nicholas Day – Överste Montford
- Clive Russell – MacQueen
- Roger Frost – Reverend Fisk

- Max von Sydow hade en mindre roll som blev bortklippt, men återfinns på den utökade DVD-versionen.